# Dorje Tashi
Ne doit pas être confondu avec Tashi Dorje.
Dorje Tashi aussi écrit Dorjee Tashi (tibétain : རྡོ་རྗེ་བཀྲ་ཤིས་, Wylie : rdo rje  bkra shis ; chinois simplifié : 多吉扎西) né en 1973 dans le Xian de Xiahe, Gansu, est un entrepreneur, un hôtelier millionnaire de la région autonome du Tibet en République populaire de Chine, propriétaire du Yak, un des grands hôtels touristiques de Lhassa et ancien chef du Tibet Shenhu Group (西藏神湖集团), une société immobilière qui a édifié des hôtels et des immeubles d'habitation à Lhassa. Arrêté en mars 2008, après les troubles au Tibet, il a été condamné à la prison à vie le 26 juin 2010 par un tribunal chinois,.

## Biographie
Né dans la région de Sakar à 3 km du monastère de Labrang dans la province de Gansu dans une humble famille, il étudia au TCV Suja en Inde avant de retourner au Tibet. En 1989, Dorje Tashi gagne la région autonome du Tibet. Il est d'abord plongeur dans un restaurant. Durant son temps libre, il étudie l'anglais et le tourisme, devenant finalement licencié de l'Agence internationale de tourisme de Shigatsé (国际旅行社) comme guide et interprète. Il monte en grade rapidement, devenant chef de service. Après accumulation de capital, il fonde une société. 
En 2003, il devient membre de Parti communiste chinois. Il est délégué au Comité national de la Conférence consultative politique du peuple chinois. En 2005, il rencontre le président Hu Jintao et le premier ministre Wen Jiabao.
Dorje Tashi a fondé une coentreprise avec une entreprise néerlandaise, avec 500 ￥ de capital, qui deviendra plus tard le Groupe Shenhu, présent notamment dans l'immobilier et le tourisme, et qui en 2008 était passé à une entreprise de bien capitalisée avec 280 millions de ￥ (32 millions d'euros) d'actifs et huit filiales à part entière. 
De son propre aveu, il a été inspiré pour commencer des activités de bienfaisance un jour d'avril 2006 lors d'une visite de l'école primaire Chabalang Hope (茶巴朗希望小学) dans le comté de Chusur, où il a vu les étudiants dont la seule source d'eau potable était un fossé à proximité ; sous sa direction, le Groupe Shenhu a fait un don de 4,3 millions de ￥ pour aider les chômeurs et les étudiants.

## Prix
Il a obtenu plusieurs prix dont celui du Comité du gouvernement de la région autonome du Tibet, le Prix d'excellence de l'entreprise privée de la région de Shigatsé, le prix spécial pour sa contribution à l'allègement de la pauvreté, du Comité de la préfecture de Gannan du Gansu, gouvernement de l'État, le prix « Gannan Gong du développement économique ». 
Il a été nommé parmi les « Dix jeunes les plus remarquables du Tibet ».
En juin 2004, il est nommé président d'honneur de l'école professionnelle de la ville de Nanchong Jianhua. Le 25 mai 2005, il obtient de la Ligue de la jeunesse communiste de Shigatsé Comité "Jeunesse Civilization" un prix pour ses réalisations personnelles

## Arrestation et condamnation
Dorje Tashi est arrêté en mars 2008, dit-on à Lanzhou par des policiers venus de Pékin, après les troubles au Tibet en mars 2008, et condamné à la prison à vie le 26 juin 2010 à l'issue d'un procès secret qui dura trois jours,,,. Il a été accusé d'avoir financé des associations à l'étranger. Selon un de ses amis ayant requis l’anonymat, Dorje Tashi n'a pas financé d'activités politique. Bouddhiste authentique, il aurait été arrêté en raison d'un don de 20 millions de yuan (2,94 million U.S. $) au 14e dalaï-lama dont il conserva une lettre de remerciement, ce qui semble relever d'une transaction religieuse au tibétologue Robert Barnett. Pour Robert Barnett :  « Les Tibétains comme lui forment la super élite [...] La sévérité de la peine et l'importance exceptionnelle du prisonnier sont sans précédent ». Son frère aîné, Dorje Tseten, a été condamné à six ans de prison, et deux de ses proches Dugkar Tsering et Tsultrim à 5 et 2 ans de prison. 
À la suite de sa condamnation, les autorités chinoises auraient saisi ses propriétés, dont 530 millions de yuans, son hôtel Yak à Lhassa et un autre hôtel à Shigatsé.
En dépit de dizaines d'appels déposés par ses avocats, sa peine n'a pas été modifié. Le premier appel est déposé par son avocat en 2013 devant le tribunal de Lhassa. Sans réponse pendant 6 ans, et il est rejeté en novembre 2019. Un autre appel déposé le mois suivant permet à l'avocat de Dorjee Tashi, Wang Fei, de rencontrer son client à la prison de Lhassa en janvier 2020.
En août 2021, il serait dans un état de santé grave, souffrant d'une maladie cardiaque en raison de tortures prolongées ces dernières années dans la prison de Drapchi,.
Son cas rappelle à celui de Karma Samdrup, un marchand d'art ayant fondé une ONG de protection de l'environnement, arrêté en janvier 2010.
Selon Tibet Watch, la famille de Dorjee Tashi a eu une dernière réunion virtuelle avec Dorje Tashi en décembre 2021 mais qu'aucune visite physique n'a été autorisée depuis 2021. 
En 2022, sa famille fait campagne pour sa libération. Son frère Dorjee Tseten publie une lettre ouverte dans le « Rights Network Group » en septembre, accusant de puissants dirigeants d'avoir piégé son jeune frère. Il allègue que des fonctionnaires sont complices de la transformation d'un « cas de litige civil en une affaire pénale ». Sa sœur Gonpo Kyi organise un sit-in de protestation au tribunal populaire de Lhassa depuis juin pour demander justice pour son frère. Le 7 janvier 2023, Gonpo Kyi organise une nouvelle manifestation en faveur de la libération immédiate de son frère contre les responsables vindicatifs et corrompus du parti pour avoir rendu un verdict injuste.
Gonpo Kyi, la sœur de Dorje Tashi, a été arrêtée le 27 mars 2023 alors qu'elle suppliait les autorités chinoises d'autoriser des proches à rendre visite à son frère. Elle aurait été battue par la police chinoise selon Radio Free Asia et montre des ecchymoses sur les épaules et le haut des bras à la suite de passages à tabac répétés pendant sa détention.
Le 26 avril 2023, Gonpo Kyi et son mari manifestent à nouveau tribunal populaire intermédiaire de Lhassa, bien que Gonpo Kyi ait été « avertie » et « menacée » d'arrestation par la police chinoise. Des images obtenues par Radio Free Asia montre qu'elle est traînée par deux policiers depuis le site de la manifestation. Kyi et son mari ont ensuite été détenus deux nuits, battus et torturés pour avoir organisé un sit-in de protestation. Elle déclare dans une vidéo : "Les autorités chinoises prévoient de nous emprisonner mais nous sommes également prêts à aller en prison pour protéger mon frère même si cela nous coûte la vie".
En 2025, les autorités chinoises refusent un droit de visite, en violation de la loi chinoise, pour la cinquième fois depuis 2019, soulevant des préoccupations quant à la santé et à la sécurité de Dorje Tashi qui a été torturé en détention.